# ワーキング・ガール
『ワーキング・ガール』（Working Girl）は、1988年のアメリカ合衆国のロマンティック・コメディ映画。監督はマイク・ニコルズ、出演はメラニー・グリフィスとハリソン・フォードなど。1980年代後半の好景気によるM&Aブームを背景に、ニューヨーク・ウォール街の投資銀行のM&A部門で働く女性の恋と仕事を描いている。
冒頭のマンハッタンの空撮（ワールドトレードセンターのツインタワーも含む）や、スタテン島フェリーのシーンなど、ニューヨークの風景がふんだんに登場する。この映画もワールドトレードセンターで撮影されている。
AFIが2006年に選出した「感動の映画ベスト100」において、本作が87位にランクインしている。

## ストーリー
ウォール街の投資銀行で働くテスは、元々秘書養成学校卒であったが夜学でビジネスの学位を優等で取る頑張り屋。しかし有名大卒ではないために出世の見込みはゼロ。上司から受けられるのはセクハラだけ、問題児扱いで人事部のお世話になるばかり。
今度また問題を起こしたら馘、と釘を刺されたテスの新しい上司は、M&A部門にボストンから赴任してきた重役のキャサリン。同性で同い年の彼女と意気投合し、張り切るテスだったが、やがてキャサリンの意外な本性を知る。
そんな中、キャサリンがスキー休暇中に足を骨折。職場復帰するまでの間、テスはキャサリンの愛人ジャックと共に、進行中の合併話を期せずして進行させることになる。

## キャスト
| 役名                 | 俳優                       | 日本語吹替                                     | 日本語吹替                            | 日本語吹替 |
| 役名                 | 俳優                       | ソフト版                                       | テレビ朝日版                          |            |
| -------------------- | -------------------------- | ---------------------------------------------- | ------------------------------------- | ---------- |
| テス・マクギル       | メラニー・グリフィス       | 土井美加                                       | 高島雅羅                              |            |
| ジャック・トレイナー | ハリソン・フォード         | 堀勝之祐                                       | 磯部勉                                |            |
| キャサリン・パーカー | シガニー・ウィーバー       | 沢田敏子                                       | 弥永和子                              |            |
| ミック・ドゥガン     | アレック・ボールドウィン   | 大塚芳忠                                       | 菅生隆之                              |            |
| シンシア             | ジョーン・キューザック     | 小宮和枝                                       | 山田栄子                              |            |
| オーレン・トラスク   | フィリップ・ボスコ         | 中村正                                         | 小林修                                |            |
| ジニー               | ノーラ・ダン               | 一城みゆ希                                     | 一柳みる                              |            |
| ラッツ               | オリヴァー・プラット       | 西村知道                                       | 佐古正人                              |            |
| ターケル             | ジェームズ・ラリー         | 二又一成                                       | 喜多川拓郎                            |            |
| ボブ・スペック       | ケヴィン・スペイシー       | 千田光男                                       | 仲木隆司                              |            |
| アームブリスター     | ロバート・イースト         | 塚田正昭                                       | 阪脩                                  |            |
| ティム・ローク       | ジェフリー・ノードリング   | 稲葉実                                         | 堀内賢雄                              |            |
| アリス・バクスター   | エイミー・アキノ           | さとうあい                                     | 弘中くみ子                            |            |
| フィリス・トラスク   | バーバラ・ギャリック       | 羽村京子                                       | 佐々木るん                            |            |
| ジム                 | ザック・グルニエ           |                                                | 幹本雄之                              |            |
| ティム・ドレイパー   | ティモシー・カーハート     |                                                | 納谷六朗                              |            |
| ベッティー           | マクレーン・ヒュゴット     |                                                | 安達忍                                |            |
| ドリーン・ディムーチ | エリザベス・ウィトクラフト |                                                | 高乃麗                                |            |
| その他               | N/A                        | 秋元千賀子 叶木翔子 松本梨香 滝沢ロコ 星野充昭 | 浅井淑子 高橋玲子 伊倉一恵 喜田あゆ美 |            |
| 演出                 |                            | 高城民雄                                       | 蕨南勝之                              |            |
| 翻訳                 |                            | 深沢三子                                       | たかしまちせこ                        |            |
| 調整                 |                            |                                                | 西村善雄                              |            |
| 効果                 |                            |                                                | リレーション                          |            |
| 制作                 |                            | クリプリ                                       | 東北新社                              |            |

- テレビ朝日版：初回放送1991年1月13日『日曜洋画劇場』

※2015年3月4日発売のブルーレイにはソフト版に加え、テレビ朝日版の吹替を収録

## その他
後に『Xファイル』の主人公モルダー捜査官役でブレイクするデイビッド・ドゥカブニーが端役で出演している。
主題歌である「Let the River Run」は後にTBSドラマHOTELの主題歌として1990年と1992年にカバーされ、1994年には挿入歌として使用された。

## 作品の評価

### 映画批評家によるレビュー
Rotten Tomatoesによれば、批評家の一致した見解は「明るい企業シンデレラ・ストーリー『ワーキング・ガール』には、適切なキャスト、適切なストーリー、そして適切な監督が揃っており、全てがうまくまとまっている。」であり、43件の評論のうち高評価は84%にあたる36件であり、平均して10点満点中6.86点を得ている。
Metacriticによれば、17件の評論のうち、高評価は14件、賛否混在は2件、低評価は1件で、平均して100点満点中73点を得ている。

### 受賞歴
| 賞                         | 部門                                     | 対象者                                   | 結果       |
| -------------------------- | ---------------------------------------- | ---------------------------------------- | ---------- |
| 第61回アカデミー賞         | 作品賞                                   |                                          | ノミネート |
| 第61回アカデミー賞         | 監督賞                                   | マイク・ニコルズ                         | ノミネート |
| 第61回アカデミー賞         | 主演女優賞                               | メラニー・グリフィス                     | ノミネート |
| 第61回アカデミー賞         | 助演女優賞                               | シガニー・ウィーバー                     | ノミネート |
| 第61回アカデミー賞         | 助演女優賞                               | ジョーン・キューザック                   | ノミネート |
| 第61回アカデミー賞         | 主題歌賞                                 | カーリー・サイモン 「Let the River Run」 | 受賞       |
| 第46回ゴールデングローブ賞 | 作品賞（ミュージカル・コメディ部門）     |                                          | 受賞       |
| 第46回ゴールデングローブ賞 | 監督賞                                   | マイク・ニコルズ                         | ノミネート |
| 第46回ゴールデングローブ賞 | 脚本賞                                   | ケビン・ウェイド                         | ノミネート |
| 第46回ゴールデングローブ賞 | 主演女優賞（ミュージカル・コメディ部門） | メラニー・グリフィス                     | 受賞       |
| 第46回ゴールデングローブ賞 | 助演女優賞                               | シガニー・ウィーバー                     | 受賞       |
| 第46回ゴールデングローブ賞 | 主題歌賞                                 | カーリー・サイモン 「Let the River Run」 | 受賞       |
| 第32回グラミー賞           | 映画・テレビ主題歌賞                     | カーリー・サイモン 「Let the River Run」 | 受賞       |